# Club Atlético Banco de la Nación Argentina

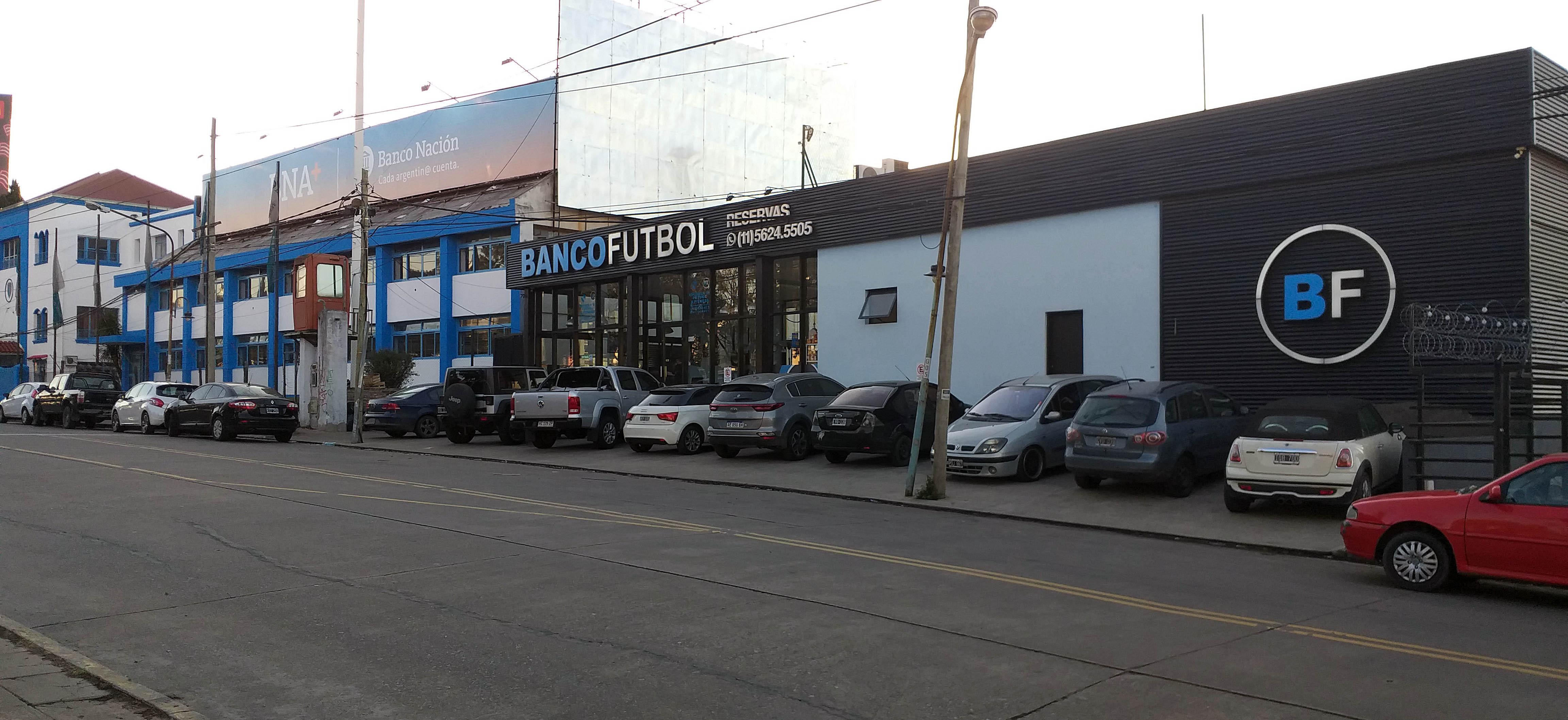
Instalaciones de Club Banco en Vicente López.

El Club Atlético Banco de la Nación Argentina (CABNA), más conocido como Club Banco Nación, es un club deportivo argentino, ubicado en el Partido de Vicente López del Gran Buenos Aires. 
El club mantiene numerosas actividades deportivas, vóley, hockey sobre césped, fútbol, fútbol de salón, judo, paddle, natación, karate y tenis, aunque es principalmente conocido por su equipo de rugby, que actualmente juega en el Torneo de la URBA, la primera división del sistema de la Unión de Rugby de Buenos Aires. También en hockey el club está en la primera división A, mientras que además ha logrado importante desarrollo en vóley, karate y judo. Banco Nación también tiene una sección del Colegio Saint Edward.

## Historia
El Club Atlético Banco Nación fue fundado el 12 de octubre de 1909, como club deportivo por los empleados de Banco de la Nación Argentina, el banco estatal de Argentina. Originalmente situado cerca de la estación Colegiales, el club se trasladó a su ubicación actual en la calle Zufriategui en 1928.

### Rugby
El equipo de rugby de Banco Nación ganó el Torneo de la URBA en 1986 y 1989, así como también varios torneos de rugby. Hugo Porta, el capitán de gran trayectoria del equipo nacional de rugby de Argentina, militó en el Banco Nación durante toda su carrera. Otros reconocidos Pumas, como Fabián Turnes, Pablo "Hacha" Dinisio, Fabio "Aguja" Gómez y Adolfo Capelletti comenzaron sus carreras con el equipo.
El 14 de julio de 1990, el Banco Nación derrotó al equipo nacional de Inglaterra con una victoria sorprendente de 29-21, siendo el único equipo de clubes de rugby que logró vencer a la selección nacional inglesa en el mundo. Banco Nación es el único club argentino que derrotó a dos selecciones nacionales, habiendo también vencido a la selección nacional de Canadá en 1989.
En 2010 el Banco fue relegado a la segunda división, junto con Club de Pueyrredón. En noviembre de 2011, el Banco Nación derrotó a Hurlingham club 31-28 siendo campeón de la división.
Banco Nación también fue campeón de la única edición de la Copa Libertadores de Rugby. La categoría '71 ganó un campeonato Juvenil de la URBA y la '74 fue campeón en dos oportunidades (una en conjunto con la '73) lo que le valió el cariñoso apodo de Los Champions.  Cabe aclarar que ambos títulos fueron compartidos, en 1990 con Alumni y Belgrano Athletic y en 1995 con San Cirano. La camada '74 jamás perdió a nivel internacional, ostentando entre sus equipos A y B un invicto de 21 partidos con 19 victorias y 2 empates en sus giras por Uruguay, Chile, Australia y Nueva Zelanda, habiendo enfrentado también a la Selección de Uruguay como local.

### Vóley
En vóley femenino se consagró tres veces campeón (2008, 2009 y 2010) de la liga Nacional, torneo que agrupa a los clubes más importantes del vóley de toda la argentina. Además ha obtenido numerosos subcampeonatos de liga y torneos de la federación metropolitana de vóley en Buenos Aires. Ha sido un importante formador de jugadoras de selección nacional: Tatiana Rizzo, actual jugadora de la selección nacional (2014), tuvo su etapa formativa en Club Banco Nación.

### Karate
En 1989 se disputó el Torneo Sudamericano de karate-do del estilo Uechi-Ryu en el Club Atlético Platense. Banco Nación obtuvo el título de campeón contra competidores de Brasil, Chile y de otros países. En 1990, en el microestadio de River Plate, el club Banco Nación obtuvo el primer puesto en el Torneo Nacional de Karate, en varias categorías, compitiendo contra representantes de todo el país y de distintas escuelas de karate.

## Deportistas famosos

### Hockey
- Agostina Alonso
- Pilar Campoy

### Rugby
- Gallo
- Gentile
- Gómez
- Inganni
- Lignini
- Leonardo "Atómico" Casal
- Hugo Porta
- Alejandro Quiñones
- Francisco Rubio
- Pablo "Coco" Soto
- Fabián Turnes
- Ricardo Zanero

### Judo
- Carolina Mariani

## Trofeos

### Rugby
- Torneo de la URBA
  - Primera división (2): 1986, 1989
  - Segunda división (1): 2011
  - Seven de la URBA (4)

- Sudamericano de Clubes (1): 1987

### Hockey sobre césped
- Metropolitano de Primera División femenino (4): 1968, 1970, 1973, 2018